# 13025 Zürich
13025 Zürich è un asteroide della fascia principale. Scoperto nel 1989, presenta un'orbita caratterizzata da un semiasse maggiore pari a 2,3805876 au e da un'eccentricità di 0,2782346, inclinata di 23,95928° rispetto all'eclittica.
L'asteroide è dedicato a Zurigo (in tedesco Zürich), città della Svizzera.